# August Andersson (missionspastor)
August Andersson, född 24 oktober 1868 i Stora Tuna, Kopparbergs län (nuvarande Dalarnas län), död 9 februari 1952 i Göteborg, var en svensk missionspastor verksam i Eritrea.

## Biografi
August Andersson genomgick 1891 landstingsseminarium i Falun och arbetade 1892 som skollärare. Efter studier vid Johannelunds missionsinstitut i Bromma (nuvarande Johannelunds teologiska högskola i Uppsala) 1893–1898 prästvigdes han 1898 i Linköping till missionär och sjömanspräst. Han reste samma år till Eritrea som Evangeliska Fosterlands-Stiftelsens (EFS) missionär. Han anlade och verkade vid missionsstationerna Kulluku (1898–1906) och Ausa Konoma (1907–1915). Han var 1915–1920 reseombud i hemlandet för den yttre missionen, varefter han återvände till Ausa Konoma.
Han blev 1921 distriktssekreterare för verksamheten i Sverige. Han var styrelseledamot i EFS 1922–1937 och ordförande i evangelisk-lutherska missionskretsen i Göteborg 1927–1936.

## Publikationer
- Sillabario e leturario / Nilo-sahariskt språk. Asmara: Società evangelica nazionale svedese. 1903. Libris 2540705
- Ett och annat om kunamerna : från Ev. fosterlands-stiftelsens mission i Ostafrika. Stockholm: Evangeliska Fosterlands-Stiftelsen. 1906. Libris 586727
- Eko från Kunama. Stockholm: Evangeliska Fosterlands-Stiftelsen. 1909. Libris 1616090
- Guida sulla stada di Dio. : In lingua cunama / Nilo-sahariskt språk. Asmara. 1912. Libris 2540762
- Koyšiša tama : Nya testamentet på kunamaspråket. Övers. av J.M.Nilsson och Aug. Andersson. London. 1927. Libris 3061187

## Etnografika
Etnografiska museet i Stockholm har en samling föremål från kunama-folket, bland annat lerkärl, smycken och redskap, insamlade av August Andersson, en gåva 1906 från Etnografiska Missionsutställningens mecenater.

## Familj
August Andersson var son till hemmansägare Slars Anders Hansson (1826–1902) och Slars Sara Andersdotter (1830–1915). Han gifte sig 1901 med Lydia Thorsell (1872–1902) och blev änkling året efter. Han gifte om sig 1907 med Octavia Benedikta Lindström (1874–1909) och de fick sonen Augustin Natanael Anderling (1908–1986) som föddes i Etiopien. Han blev åter änkling 1909 och gifte sig en tredje gång 1926 med Sigrid Pettersson (1878–1958).